# Hemioplisis latistrigaria
Hemioplisis latistrigaria là một loài bướm đêm trong họ Geometridae.